# Feelings are Great
Feelings Are Great är den isländska musikgruppen Skes andra musikalbum. Albumet släpptes år 2004 på skivbolaget Smekkleysa.

## Låtlista
1. On The Way We Lose It Somehow
2. Beautiful Flowers
3. Girl At Work
4. Standing
5. Hittori (Julietta 4)
6. This One Is Better Than The Other One
7. Mess
8. In-Flight Lunch
9. Cyborg
10. Happy In A Sad Way
11. Vagga